# Lamottemys okuensis
Lamottemys okuensis (Petter, 1986) è l'unica specie del genere Lamottemys (Petter, 1986), endemica di una sola montagna del Camerun.

## Descrizione

### Dimensioni
Roditore di piccole dimensioni, con lunghezza della testa e del corpo tra 108 e 149 mm, la lunghezza della coda tra 107 e 140 mm, la lunghezza del piede tra 25 e 32 mm, la lunghezza delle orecchie tra 16 e 19,5 mm e un peso fino a 85 g.

### Caratteristiche craniche e dentarie
Il cranio è robusto e presenta una parte anteriore delle ossa nasali larga. Gli incisivi sono arancioni attraversati da un solco longitudinale superficiale.
Sono caratterizzati dalla seguente formula dentaria:

### Aspetto
La pelliccia è lunga e fine. Il colore generale è marrone scuro, più chiaro nelle parti ventrali. Il quinto dito delle zampe è corto e termina con un'unghia. La coda è più corta della testa e del corpo, è grigiastra e ricoperta densamente di scaglie e peli corti. Le femmine hanno due paia di mammelle inguinali.

## Biologia

### Comportamento
È una specie parzialmente arboricola.

### Riproduzione
Una femmina con un embrione è stata catturata a fine gennaio, nella stagione secca.

## Distribuzione e habitat
Questa specie è endemica del Monte Oku, nel Camerun sud-occidentale.
Vive nelle foreste secondarie montane tra i 2.100 e 2.900 metri di altitudine.

## Conservazione
La IUCN Red List, considerato l'Areale ristretto ad una località e il continuo degrado del proprio habitat, classifica L.okuensis come specie in pericolo (EN).